# Henning Moritzen
Henning Moritzen, född 3 augusti 1928 i Tårbæk, Lyngby-Tårbæks kommun, död 11 augusti 2012 i Frederiksberg, var en dansk skådespelare och regissör.

## Biografi
Moritzen studerade som 18-åring vid ”Privatteatrets Elevskole”, efter studierna engagerades han 1955 vid Det Kongelige Teater. Han gjorde där betydande insatser såväl i det komiska som det allvarliga facket, i den klassiska såväl som den moderna repertoaren. Han arbetade även som regissör och framträdde flitigt i radio och TV. 
Han var från 1971 gift med skådespelaren Lise Ringheim (1926–1994) och far till skådespelaren Michael Moritzen och producenten Marianne Moritzen. 1964 tilldelades han Karl Gerhards hederspris.

## Filmografi i urval
- 1956 – Kärlek i det blå
- 1960 – Förälskad i Köpenhamn
- 1962 – Den kära familjen
- 1973 – Viskningar och rop
- 1992 – Sofie
- 1996 – Ränta på ränta
- 1998 – Baby Doom
- 1998 – Festen
- 2000 – Alldeles i närheten
- 2004 – Krönikan (TV-serie)

## Teater

### Roller (ej komplett)
| År   | Roll                       | Produktion                                             | Regi            | Teater               |
| ---- | -------------------------- | ------------------------------------------------------ | --------------- | -------------------- |
| 1986 | Martin, hotellföreståndare | Natten er dagens mor (Natten är dagens mor) Lars Norén | Göran Stangertz | Det Kongelige Teater |
| 2000 | Tjebutykin                 | Søstrene (Systrarna) Per Olov Enquist                  | Peter Langdal   | Betty Nansen Teatret |

### Regi
| År   | Produktion                      | Upphovsmän                                | Teater                   |
| ---- | ------------------------------- | ----------------------------------------- | ------------------------ |
| 1974 | Den jäktade Den stundesløse     | Ludvig Holberg                            | Dramaten                 |
| 1981 | Leva loppan La puce à l'oreille | Georges Feydeau Översättning Stig Ahlgren | Helsingborgs stadsteater |

## Utmärkelser
- Bodilpriset för bästa manliga huvudroll, för Förälskad i Köpenhamn,  1961[5]
- Bodilpriset för bästa manliga biroll, för Harry och kammartjänaren,  1962[6]
- Teaterpokalen,  1964[7]
- Bodilpriset för bästa manliga biroll, för Dansen med Regitze,  1990[8]
- Lauritzen-priset,  1994[9]
- Kommendör av Dannebrogorden,  3 december 1998[10][11]
- Heders-Robert,  1999[10]
- Robert för bästa manliga biroll, för Headhunter,  2010[12]
- Heders-Bodilpris,  2011[13]

[Redigera Wikidata]